# Iberis bernardiana
Ibéris de Bernard
Espèce
Iberis bernardiana, de noms commun Ibéris de Bernard, est une espèce de plantes à fleurs annuelle ou bisannuelle, de la famille des Brassicaceae et du genre Iberis, endémique des Pyrénées.

## Description

### Appareil végétatif
L'Ibéris de Bernard est une plante annuelle ou bisannuelle, ciliée ou pubescente ; les tiges de 5 à 20 cm, sont grêles, rameuses dans le haut ; les feuilles sont un peu épaisses, linéaires-oblongues, ordinairement dentées.

### Appareil reproducteur
Les fleurs sont lilacées, assez petites ; les pétales sont obovales, atténués en long onglet ; la grappe fructifère est un peu allongée, en corymbe peu serré, à pédicelles étalés-dressés ; les silicules sont petites, ovales, rétrécies au sommet, à échancrure très aiguë, à lobes aigus, dressés ou à peine divergents, le style dépassant à peine les lobes.

## Habitat, écologie et répartition
L'Ibéris de Bernard est endémique des Pyrénées occidentales et centrales. Il s'y concentre sur les pelouses et éboulis.

## Menaces et conservation
L'espèce est inscrite sur la Liste rouge de la flore vasculaire de France métropolitaine (2019), la Liste rouge de la flore vasculaire d'Aquitaine (2018) et la Liste rouge de la flore vasculaire de Midi-Pyrénées,.

## Synonymes
Selon l'INPN (29 mars 2021), Iberis bernardiana a pour synonymes :
- Biauricularia benthamiana Bubani, 1901
- Biauricularia devillei Bubani, 1901
- Iberis benthamiana Boiss. & Reut., 1852
- Iberis bernardiana proles bubanii (Deville) Rouy & Foucaud, 1895
- Iberis bernardiana var. bubanii (Deville) Nyman, 1878
- Iberis bernardiana var. bubanii (Deville) P.Fourn., 1936
- Iberis bubanii Deville, 1859
- Iberis ciliata subsp. bernardiana (Godr. & Gren.) Bonnier & Layens, 1894
- Iberis spathulata subsp. bernardiana (Godr. & Gren.) Malag.
- Iberis spathulata subsp. bubanii (Deville) Guin., 1982